# Gliceollina sintasi
La gliceollina sintasi è un enzima appartenente alla classe delle ossidoreduttasi, che catalizza la seguente reazione:
2-(or 4-)dimetilallil-(6aS,11aS)-3,6a,9-triidrossipterocarpano + NADPH + H+ + O2 ⇄ gliceollina + NADP+ + 2 H2O
L'enzima è un proteina eme-tiolata (P-450). Le gliceolline II e III sono generate dal 2-dimetilallil-(6aS,11aS)-3,6a,9-triidrossipterocarpano mentre la gliceollina I è generato dall'isomero-4.